# Barrera del sonido

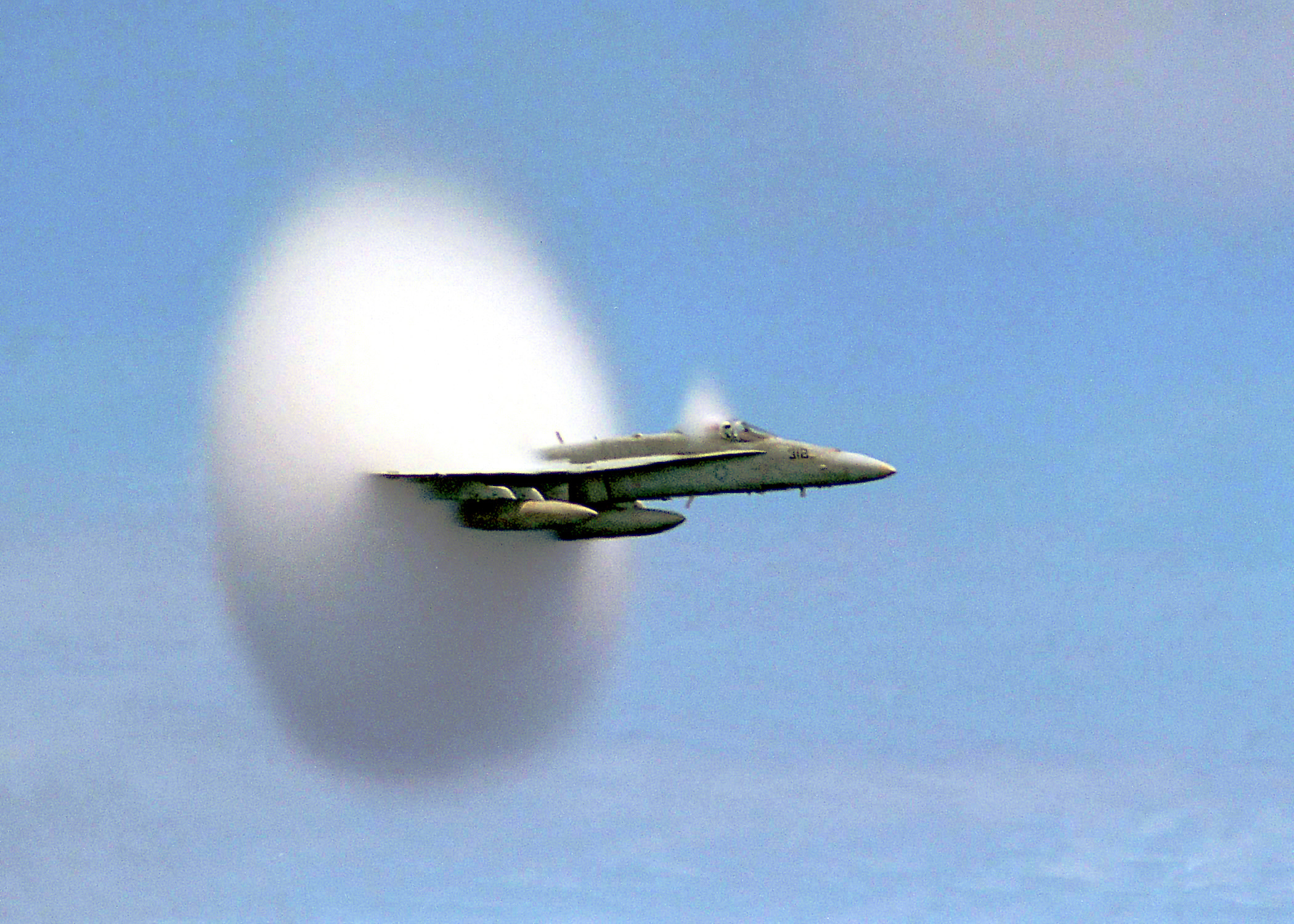
Un F/A-18 Hornet rompiendo la barrera del sonido. El disco blanco que se forma es vapor de agua condensándose a consecuencia de la onda de choque. Este fenómeno se conoce como singularidad de Prandtl-Glauert.

1. Subsónico
2. Mach 1
3. Supersónico
4. Onda de choque

En aerodinámica, la barrera del sonido fue considerada un límite físico que impedía que objetos de gran tamaño se desplazaran a velocidad supersónica. El término se empezó a utilizar durante la Segunda Guerra Mundial, cuando un cierto número de aviones empezaron a tener problemas de compresibilidad (así como otros problemas no relacionados) al volar a grandes velocidades, y cayó en desuso en los años 1950, cuando los aviones empezaron a romper esa barrera normalmente.
Se define como una "barrera omnipresente" que viaja en todas direcciones a la velocidad típica de 1234,8 km/h, la velocidad del sonido (en al aire a 20 °C), y, al ser vencida por un objeto, estalla formando una explosión sónica que puede ser muy molesta al oído humano. La velocidad del sonido va en función de la temperatura y del tipo de gas y disminuye a medida que baja la temperatura del medio de transmisión.
Cuando un avión se acerca a la velocidad del sonido, la forma en que el aire fluye alrededor de su superficie cambia y se convierte en un fluido compresible, dando lugar a una resistencia mayor.

## Primeras teorías y experiencias
Inicialmente se pensaba que el aumento de la resistencia seguía un crecimiento exponencial, por lo que un avión no podría superarla aun aumentando de manera sustancial la potencia de los motores. De ahí el nombre de barrera del sonido.
Sin embargo, esta idea ya había sido descartada por los artilleros del siglo XIX. Desde Ernst Mach se sabía que, a partir de cierto punto, la resistencia ya no aumenta más sino que, de hecho, se reduce. De manera que para atravesar la barrera del sonido sería suficiente con disponer de mayor propulsión y mejor aerodinámica para vencer ese punto máximo de resistencia. Con la introducción de nuevas formas de ala que disminuyen la resistencia, y los motores de reacción para la propulsión, fue posible desde los años 1950 viajar más rápido que el sonido con relativa facilidad.
Charles Elwood Yeager fue la primera persona en atravesar oficialmente la barrera del sonido, el 14 de octubre de 1947, volando con el avión experimental Bell X-1 a velocidad Mach 1 y a una altitud de 45 000 pies,
El 14 de octubre de 2012, el austriaco Felix Baumgartner, se convirtió en el primer hombre en cruzar la barrera del sonido en caída libre y sin ayuda de maquinaria externa, desde una altura de 39 068 metros y alcanzando una velocidad máxima de 1342 km/h.